# 老罗伯特·皮尔
第一代從男爵 罗伯特·皮尔（英語：Sir Robert Peel, 1st Baronet，1750年4月25日—1830年5月3日），是英国首相罗伯特·皮尔的父亲，英国的政治家、实业家，还是工业革命早期的纺织品制造商之一。1802年，提出议案《学徒健康和道德法》，在议会通过并成为法令。